# Кулик (заказник)
Кули́к — орнітологічний заказник місцевого значення. Об'єкт розташований на території Козелецького району Чернігівської області, західна околиця с. Беремицьке.
Площа — 85,0609 га, статус отриманий у 2020 році.
На території наявні червонокнижні види фауни: бджола-тесляр, ряд видів, що охороняються Бернською конвенцією. На гніздуванні зареєстровано такі Червонокнижні види птахів: кулик-сорока, крячок малий, шуліка чорний, сорокопуд сірий. Під час сезонних міграцій реєструються лелека чорний, нерозень, гоголь, малий підорлик, змієїд, орлан-білохвіст, сова болотяна. Присутні види з Європейського Червоного списку (шуліка чорний, куріпка сіра, чайка) міжнародного Червоного списку МСОП (деркач). Окрім птахів, тут зосереджене багате різноманіття інших видів тварин.